# Daniel T. Barry
Pour les articles homonymes, voir Barry.
Daniel Thomas Barry, qui est né le 30 décembre 1953 dans la ville de Norwalk au Connecticut, est un ingénieur américain, un scientifique et un astronaute retraité de la National Aeronautics and Space Administration.

## Études
- Baccalauréat ès sciences en génie électrique de l'université Cornell, 1975.
- Maîtrise en ingénierie et maîtrise ès arts en génie électrique et en informatique de l'université de Princeton, 1977.
- Doctorat en génie électrique et en informatique de l'université de Princeton, 1980.
- Doctorat en médecine de l'université de Miami, 1982.

## Vols réalisés
- STS-72 Endeavour, lancée le 11 janvier 1996.
- STS-96 Discovery, lancée le 27 mai 1999.
- STS-105 Discovery, lancée le 10 août 2001.